# Adnán Ahmed (labdarúgó)
Adnán Fárúk Ahmed (urdu nyelven: عدنان فاروق احمد; Burnley, 1984. június 7. –) pakisztáni válogatott labdarúgó.

## Góljai a pakisztáni válogatottban
| #  | Dátum            | Ellenfél  | Eredmény | Kiírás               | Esemény |
| -- | ---------------- | --------- | -------- | -------------------- | ------- |
| 1. | 2008. április 4. | Srí Lanka | 1 – 7    | Ázsia-kupa selejtező | 17'     |
| 2. | 2008. június 5.  | India     | 1 – 2    | SAFF-kupa            | 88'     |
| 3. | 2009. április 4. | Tajvan    | 1 – 1    | Ázsia-kupa selejtező | 53'     |
| 4. | 2009. április 6. | Brunei    | 6 – 0    | Ázsia-kupa selejtező | 84'     |

## Pályafutása

### Huddersfield Town
Kezdetben a Bury utánpótlás akadémiájának tagja volt, majd 2 évet töltött a Manchester United akadémián, aztán a Huddersfield Town csapatához csatlakozott, ahol megkezdte profi pályafutását. A néhány pályára lépés ellenére, amiket a bajnokságban és kupasorozatokban tett meg, a karrierje derékba tört a folyamatos sérülései miatt.
Ő volt az első játékos, akit kiállítottak a Keepmoat stadionban, a Doncaster Rovers új otthonában, a Huddersfield Town 3-0-s veresége során 2007. január 1-jén.
2007. május 9-én a klub szabadon igazolhatóvá tette.

### Tranmere Rovers
Május 25-én ingyen leigazolta a Tranmere Rovers. 2007. szeptember 1-jén a Yeovil Town ellen debütált új csapatában, csereként pályára lépve a második félidőben. Azonban a nagy konkurencia miatt csak további 5 mérkőzésen lépett pályára bemutatkozó szezonjában.
A tétmérkőzések hiánya miatt, 2008 októberében kölcsönbe az ötödosztályú Mansfield Town-hoz került. Hét mérkőzés alatt kétszer is eredményes volt, először büntetőből a Salisbury City ellen (3-0), majd fejesből a Waymouth ellen, 2-1-es győzelemhez segítve csapatát.
Miután visszatért a Tranmere-hez, próbajátékra, majd kölcsönbe a Port Vale együtteséhez került, 2009. január 21-én. 2009 február 25-én gólt szerzett a Macclesfield Town elleni 2-0-s győzelem alkalmával. Márciusban a Vale ügyvezetője nem hosszabbította meg a kölcsönszerződését, annak ellenére, hogy a szurkolókra jó benyomást tett a játékos.

### Ferencvárosi TC
2009 júliusában a Ferencváros mindhárom angliai edzőmeccsén pályára lépett, ahol a teljesítménye meggyőzte Bobby Davison vezetőedzőt, és 2009. július 21-én bejelentették, hogy két évre aláír a klubhoz. 2009 augusztus 1-jén mutatkozott be a magyar bajnokságban, a Zalaegerszeg ellen (4-1). 2009. szeptember 23-án, a Ligakupában megrendezett Ferencváros–KTE mérkőzésen megszerezte első gólját új csapatában.
2010 júniusában munkaszerződését a klubja felmondta, szabadon igazolhatóvá vált.

### A válogatottban
Ahmed pakisztáni származása lehetővé tette, hogy eldönthesse, Pakisztánt vagy Angliát kívánja képviselni nemzetközi szinten, mivel az angolok nem számítottak a játékára így ő Pakisztánt "választotta".